# SN 1961i
SN 1961i 是在1961年6月出現在M61（NGC 4303）的超新星，發現者是帕洛瑪天文台的米爾頓·赫馬森，是帕洛瑪天文台在當年發現的16顆超新星中最亮的。雖然它被弗裡茨·茲威基分類為III型超新星的原型，但其他的研究人員仍將它列為II型超新星。

## 外部連結
- SN 1961I（页面存档备份，存于）